# Sanjurge
Sanjurge é uma povoação  portuguesa do Município de Chaves e Distrito de Vila Real que foi sede da secular Freguesia de Sanjurge. 
A Freguesia de Sanjurge foi extinta em 2013, no âmbito de uma reforma administrativa nacional, tendo sido agregada à freguesia de Santa Cruz - Trindade, para formar uma nova freguesia denominada União das Freguesias de Santa Cruz/Trindade e Sanjurge com sede em Cocanha.
Sanjurge localiza-se a noroeste da cidade de Chaves, de que faz parte, já que com a reorganização administrativa de 2013 passou a fazer parte de uma das freguesias urbanas, que é parte da cidade de Chaves. Sanjurge tem fronteira com as freguesias de Bustelo, a nordeste, Calvão, a noroeste, Soutelo, a sudoeste, e Valdanta, a sul. A sudeste tem Santa Cruz/Trindade a outra componente da nova freguesia e que faz fronteira com as freguesias de Outeiro Seco, a nordeste, e Santa Maria Maior a sul.

## Povoação e pontos de interesse
Sanjurge é composta por um conjunto característico de casas, com uma rede de ruas que inclui:
- Largo dos Serviços Florestais: é o centro da aldeia, sendo atravessado pelo ribeiro de Sanjurge que vem a ser o Ribeiro do Ribelas, que desagua no Rio Tâmega (junto às Caldas de Chaves).
- Rua Central: rua principal que atravessa a aldeia desde o seu acesso principal pelo Seara até ao Parque Florestal (zona localizada na serra a norte de Sanjurge).
- Rua das Cerdeiras.
- Rua de Cima.
- Rua do Escudeiro.
- Canto da Fonte.
- Rua do Forno.
- Rua João Martins Junior.
- Rua Joaquim Gomes: rua de entrada na aldeia pelo lado nascente e que passa pelo Cemitério da aldeia e Igreja Paroquial.
- Rua da Pedra Alta: no inicio da qual está a Capela da Nossa Senhora do Rosário e onde está instalado o Pelourinho de Sanjurge.
- Rua da Rosenda.
- Rua de Santa Clara: rua que liga a entrada da aldeia pelo lado sudeste, desde o lugar do Seara até à Rua Central.
- Rua da Senhora Aparecida: no fim da qual está o Santuário de Nossa Senhora Aparecida.
- Rua da Taranheira.

Alguns dos pontos de referência da aldeia são ainda:
- Parque do Santuário da Nossa Senhora Aparecida, arborizado e com infra-estruturas de apoio (parque de merendas, etc).
- Parque Florestal de Sanjurge: zona florestada (frequentemente atingida por incêndios), que inclui ainda o património edificado (em ruínas) dos antigos Serviços Florestais e o tanque redondo (reservatório de água de nascente de grande dimensão).
- Cemitério de Sanjurge (na Rua Joaquim Gomes).
- Cemitério Novo de Chaves (na Reta do Seara).
- Nó 21 da Auto-Estrada A24 (acesso principal da A24 à cidade de Chaves).
- Campo de futebol do Seara, no Seara junto ao início da Rua de Santa Clara.
- Campo de futebol da Escola Primária, na Rua Central junto à escola primária.
- Património arqueológico: arte rupestre (Penedo da Cruzes, Penedo do Vale Salgueiro, Serra do Telo), Povoado fortificado do Facho, Via Romana na fronteira com Bustelo (ver detalhes no Portal do Arqueólogo).
- Tanque comunitário do Cubo, no local onde nasce o Ribeiro de Sanjurge, e que serve para rega de um conjunto de terrenos na zona do Cubo, tal como definido pela escritura comunitária do século XIX. Um novo tanque foi construído no século XX, para apoio na luta contra incêndios.

Havendo ainda o seguinte património edificado público:
- Centro Social de Santa Clara de Sanjurge, no Largo dos Serviços Florestais.
- Cruzeiro de Sanjurge[2].
- Edificio do escritório em Sanjurge da Junta da União de Freguesias de Santa Cruz/Trindade e Sanjurge, na Rua João Martins Junior.
- Escola Primária (fechada), na Rua Central junto à Pedra Alta.
- Edifício da Junta de Freguesia e antiga escola, cedido para uso da Associação Cultural e Recreativa de Sanjurge, na Rua Central junto à Pedra Alta.
- Forno Comunitário, na Rua do Forno, junto ao Largo dos Serviços Florestais.
- Várias fontes e tanques para uso comunitário, espalhadas pela aldeia.
- Nascentes na Serra de Sanjurge, com tanques que alimentam a rede de distribuição de água potável de toda a aldeia.

Além do núcleo antigo da aldeia, há ainda o lugar do Seara, junto à estrada M507 (onde existiu uma moagem e há um campo de futebol). O nome do local deve-se à Taberna que existiu junto à estrada, cujo proprietário era o Joaquim Gonçalves Seara (1864-1949, cujo pai José Maria Gonçalves Seara, nascido em Meixide, veio casar a Sanjurge em 1864, com Felizarda Pinto Dias). O local passou assim a ser referido pelo apelido do dono da taberna, que servia Sanjurge e Bustelo, e onde parava quem passava na estrada municipal que liga Chaves às aldeias da raia e a Montalegre. A taberna já não existe, mas a fronteira que separa Sanjurge de Bustelo (e que seguia a estrada) ainda inclui uma reentrância a este da estrada que foi adicionada para que o edifício da taberna fosse parte da freguesia de Sanjurge.

## Paróquia de Santa Clara
O orago da paróquia de Sanjurge é Santa Clara. Esta paróquia pertence à Diocese de Vila Real, desde 22 de Abril de 1922, tendo sido antes dessa data parte da Diocese de Braga. A paróquia tem o seguinte património edificado:
- Igreja Paroquial, dedicada a Santa Clara[3], cuja construção se estima ser do século XIII ou XIV.[4]
- Capela da Nossa Senhora do Rosário[5], cuja construção original se estima ser quinhentista, tendo sido melhorada no século XVII e com obras de recuperação no século XX.
- Capela da Nossa Senhora Aparecida, mandada construir no século XIX por Joaquim Garcia de Castro (1845-1911), e cuja romaria é celebrada a 15 de Agosto.
- Residência Paroquial, no Largo dos Serviços Florestais.
- Capela Mortuária, com acesso ao átrio da Igreja Paroquial.

A paróquia de Sanjurge é referida nos vários registos paroquiais desde meados do século XVII, embora existam referências histórias a esta paróquia muito anteriores. 

### Párocos
Alguns dos párocos que serviram nesta paróquia (informação incompleta) foram:
- 1676-1698: Francisco João de Barros
- 1698-1735: António Pereira (nascido em Redondelo, Chaves, em 1663)
- 1736-1739: Ventura Alves (nascido em Valdanta, Chaves, em 1708)
- 1740-1756: António Rodrigues (nascido em Redondelo, Chaves, em 1707)
- 1756-1782: José Rodrigues (nascido em Redondelo, Chaves, em 1724)
- 1783-1820: António Machado de Queiróga (nascido em Bobadela, Boticas)
- 1820-1845: Constantino Valeriano de Morais (nascido em Sanjurge, Chaves, em 1789)
- 1852-1852: Justino Alves da Cunha e Sousa
- 1853-1879: Francisco José Teixeira Monteiro (nascido na Pastoria-Redondelo, Chaves, em 1827)
- 1880-1887: António Alves Lopes (nascido em Sarraquinhos, Montalegre, em 1814)
- 1887-1903: Francisco Pires de Morais (nascido em Sanjurge, Chaves, em 1827)
- 1904-1906: José do Espirito Santo Martins Jorge (nascido em Calvão, Chaves)
- 1907-1909: Victorino Domingues dos Reis
- 1909-1910: Domingos Gonçalves Carneiro de Moura (nascido em Soutelo, Chaves)
- 1911-1925: Raimundo Angelo Peres
- 1927-1927: Manuel Rodrigues Vieira (nascido em Anelhe, Chaves)
- 1927-1954: José Ribeiro Dias
- 1954-2012: João Martins Calheno (nascido em Vila da Ponte, Montalegre)
- desde 2013: Valdemar Pereira Correia (nascido em Calvão, Chaves)

Ao longo dos séculos houve ainda diversos padres, alguns destes ilustres, que nasceram em Sanjurge. De enumerar, em particular, os seguintes  (informação incompleta, extraída a partir das Inquirições de Génere no Arquivo Distrital de Braga):
- 1676 - Francisco Garcia
- 1680 - Miguel Garcia
- 1698 - André Garcia da Cunha
- 1710 - João Gonçalves
- 1710 - João Machado Magalhães
- 1712 - António Manuel Machado
- 1712 - Domingos Álvares
- 1713 - António Gonçalves
- 1713 - Francisco Gonçalves
- 1719 - Manuel Pires
- 1734 - João Garcia da Cunha
- 1750 - Miguel Garcia da Cunha
- 1757 - João André Álvares Vilas Boas
- 1763 - João Martins de Morais
- 1765 - Domingos Martins de Morais
- 1765 - Francisco de Paula da Cunha Mourão
- 1789 - Constantino Valeriano de Morais
- 1797 - João José de Sousa Mourão
- 1801 - José Pires Chaves de Morais
- 1827 - Francisco Pires de Morais
- 1839 - Francisco Pires de Morais Chaves
- 1863 - Álvaro Pires de Morais

Os registos das Inquirições de Génere para esta paróquia podem ser obtidas no site GenealogiaFB, pesquisando por Sanjurge (em 2023-08-21 existem 23 registos identificados).

## População
A população tem evoluído negativamente ao longo dos últimos anos, assinalando-se uma redução significativa da população residente de forma semelhante ao que acontece com toda a região de Chaves, Vila Real e o interior em geral. Ver os gráficos abaixo para uma visão quantificada, dessa evolução entre 1864 e 2011.
| Número de habitantes | Número de habitantes | Número de habitantes | Número de habitantes | Número de habitantes | Número de habitantes | Número de habitantes | Número de habitantes | Número de habitantes | Número de habitantes | Número de habitantes | Número de habitantes | Número de habitantes | Número de habitantes | Número de habitantes |
| -------------------- | -------------------- | -------------------- | -------------------- | -------------------- | -------------------- | -------------------- | -------------------- | -------------------- | -------------------- | -------------------- | -------------------- | -------------------- | -------------------- | -------------------- |
| 1864                 | 1878                 | 1890                 | 1900                 | 1911                 | 1920                 | 1930                 | 1940                 | 1950                 | 1960                 | 1970                 | 1981                 | 1991                 | 2001                 | 2011                 |
| 295                  | 289                  | 320                  | 306                  | 292                  | 261                  | 340                  | 368                  | 458                  | 498                  | 440                  | 600                  | 267                  | 373                  | 334                  |

(Obs.: Número de habitantes "residentes", ou seja, que tinham a residência oficial nesta freguesia à data em que os censos  se realizaram.)
Com base nos registos paroquiais para os batismos é possível estimar que nasceram mais de 2200 crianças em Sanjurge desde meados do século XVII até meados do século XX (3 séculos). Uma fração significativa destas crianças não chegaram à idade adulta (em particular nos períodos de epidemias em que os registos indicam uma mortalidade de quase 100%).

## História e genealogia
Sanjurge acolheu ao longo dos últimos séculos ramos de algumas das famílias ilustres da região de Chaves/Vila Real, nomeadamente,
- Gonçalves Varandas (XVII a XIX)
- Garcia da Cunha (desde XVII)
- Fontoura (XVIII a XIX)
- Pires de Morais (desde XVIII)
- Martins de Morais (desde XVIII)
- Monteiro de Queiróga (desde XVIII)
- Monteiro Falcão (no XIX)

Houve ao longo dos anos inúmeras ligações familiares com as aldeias vizinhas, nomeadamente com Soutelo, Calvão e Redondelo.
Algumas das gentes de Sanjurge que mereceram visibilidade pública, foram (lista não exaustiva):
- Manuel Dias Fernandes (1880-1961): referido nas "Ordens do Exército" pelo seu papel em avisar a cidade de Chaves (Regimento de Infantaria Nº 19), no dia 8 de Julho de 1912, do ataque eminente das forças monárquicas de Paiva Couceiro que se aproximavam da cidade pelo lado norte, vindos de Espanha (a 2ª incursão monárquica que é derrotada em Chaves em 1912).[8]
- João Batista Martins (1923-2007): funcionário público das finanças, historiador e escritor, vereador da Câmara de Chaves.

Os registos paroquiais (batismos, casamentos, óbitos) de Sanjurge podem ser consultados no Arquivo Distrital de Vila Real.

## Sites externos
Alguns sites externos relevantes para a vida e gentes de Sanjurge são:
- Associação Cultural e Recreativa de Sanjurge (Facebook)
- Comissão de Festas de Sanjurge (Facebook)
- União de Freguesias de Santa Cruz/Trindade e Sanjurge
- Município de Chaves
- Sanjurge no mapa (GoogleMaps)
- Lista de livros paroquiais da Santa Clara de Sanjurge (Tombo.pt)